# Jangkrikan
Jangkrikan is een bestuurslaag in het regentschap Wonosobo van de provincie Midden-Java, Indonesië. Jangkrikan telt 2654 inwoners (volkstelling 2010).